# Múlaþing
Múlaþing – gmina we wschodniej Islandii, w regionie Austurland. Zajmuje powierzchnię około 10,7 tys. km², czyli nieco ponad 1/10 powierzchni wyspy - stanowi tym samym największą powierzchniowo islandzką gminę. Obejmuje rozległe tereny położone nad rzeką Jökulsá á Dal oraz w dolnym biegu rzeki Lagarfljót, a także tereny w południowej i północnej części Fiordów Wschodnich. Siedziba gminy mieści się w Egilsstaðir.

Mapa gminy Múlaþing na tle Islandii

Powstała z połączenia 4 wcześniejszych gmin: Borgarfjarðarhreppur, Djúpavogshreppur, Fljótsdalshérað i Seyðisfjarðarkaupstaður. Ich mieszkańcy wyrazili zgodę na połączenie w referendum przeprowadzonym w październiku 2019 roku. Podczas kolejnego głosowania w czerwcu 2020 roku zdecydowano o nazwie gminy.
Gminę zamieszkuje około 5 tys. osób (2021). W skład gminy wchodzą następujące miejscowości (ludność w 2021 r.): Egilsstaðir (2552 mieszk.), Seyðisfjörður (659 mieszk.), Fellabær (400 mieszk.), Djúpivogur (396 mieszk.) i Borgarfjörður eystri (98 mieszk.).